# 블라인드 인터뷰
《블라인드 인터뷰》(Blind Interview)는 한국에서 제작된 홍선영 감독의 2004년 드라마 영화이다. 유호린 등이 주연으로 출연하였다.

## 출연

### 주연
- 유호린
- 홍석연
- 김명희

## 제작진
- 조명: 정희성
- 조명: 김윤희
- 사운드: 이용호
- 작곡: 장재원
- 미술: 성유진